# Nazionale maschile under 18 di baseball della Repubblica Ceca
La nazionale maschile under 18 di baseball ceca rappresenta la Repubblica Ceca nelle competizioni internazionali di età non superiore a diciotto anni.

## Piazzamenti

### Europei
- 1998 :  3°
- 2011 :  2°
- 2013 :  2°
- 2015 :  3°